# Nova Canaã Paulista
Nova Canaã Paulista – miasto i gmina w Brazylii, w stanie São Paulo. Znajduje się w mezoregionie São José do Rio Preto i mikroregionie Jales.